# Proinvolvulus melanarius
Proinvolvulus melanarius is een keversoort uit de familie Rhynchitidae. De wetenschappelijke naam van de soort is voor het eerst geldig gepubliceerd in 1934 door Hustache.